# John Magufuli
John Pombe Joseph Magufuli (29 tháng 10 năm 1959 - 17 tháng 3 năm 2021) là chính trị gia đảng Chama Cha Mapinduzi, đảng mà nắm quyền từ năm 1961 khi Tanzania giành được độc lập. Tháng 10 năm 2015, ông được bầu làm tổng thống mới của Tanzania. Magufuli nhậm chức vào ngày 5 tháng 11 năm 2015, phục vụ từ lúc ấy cho đến khi ông qua đời vào năm 2021. Ông từng là Bộ trưởng Bộ Công trình, Giao thông và Truyền thông từ năm 2000 đến năm 2005 và năm 2010 đến năm 2015 cũng như là Chủ tịch Cộng đồng Phát triển Nam Phi từ 2019 đến 2020.
Được bầu làm nghị sĩ lần đầu tiên vào năm 1995, Magufuli phục vụ trong Nội các Tanzania với chức vụ thứ trưởng Bộ Công trình từ năm 1995 đến năm 2000, bộ trưởng Bộ Công trình từ năm 2000 đến năm 2005, Bộ trưởng Bộ Đất đai và Định cư từ năm 2006 đến năm 2008, Bộ trưởng Bộ Chăn nuôi và Thủy sản từ năm 2008 đến năm 2010, và là Bộ trưởng Bộ Công trình lần thứ hai từ năm 2010 đến năm 2015. Tranh cử với tư cách là ứng cử viên của Chama Cha Mapinduzi (CCM), đảng thống trị của đất nước, Magufuli đã giành chiến thắng trong cuộc bầu cử tổng thống tháng 10 năm 2015 và tuyên thệ nhậm chức vào ngày 5 tháng 11 năm 2015; ông tái đắc cử vào năm 2020. Magufuli tranh cử trên nền tảng giảm tham nhũng và chi tiêu của chính phủ đồng thời đầu tư vào các ngành công nghiệp của Tanzania, nhưng bị cáo buộc là có xu hướng chuyên quyền ngày càng tăng trong các hạn chế về quyền tự do ngôn luận, hạn chế về quyền của người LGBT và đàn áp các thành viên của phe đối lập chính trị. Magufuli được biết đến vì đã quảng bá thông tin sai lệch về COVID-19 trong thời gian ông lãnh đạo đại dịch ở Tanzania. Sau một thời gian dài vắng bóng xuất hiện trước công chúng, những tin đồn chưa được xác thực đã lan truyền rằng bản thân ông đã phải nhập viện vì căn bệnh này. Cái chết của ông vào ngày 17 tháng 3 năm 2021 được chính phủ cho là do một vấn đề về tim đã có từ lâu. Cuối cùng, Magufuli được kế nhiệm bởi Phó Chủ tịch của mình, Samia Suluhu.

## Sự nghiệp chính trị
Dưới thời tổng thống Benjamin Mkapa, Magufuli từ năm 1995 tới năm 2000 là thứ trưởng và từ năm 2000 tới năm 2005 là bộ trưởng bộ lao động Tanzania. Từ đầu năm 2006 tới tháng 2 năm 2008, Magufuli là bộ trưởng bộ phát triển và cư trú miền quê. Sau đó cho tới năm 2008, ông giữ chức bộ trưởng Bộ nông nghiệp và đánh cá.
Ngày 25 tháng 10 năm 2015, Magufuli đã thắng cử trong cuộc bầu cử tổng thống với số phiếu 58 % đánh bại đối thủ Edward Lowassa. Vào ngày 5 tháng 11 năm 2015, Magufuli tuyên thệ làm tổng thống thứ năm trong lịch sử Tanzania.

## Chống tham nhũng
Magufuli còn có tên gọi là xe ủi đất (Bulldozer). Ông tuyên bố khi nắm quyền sẽ có những biện pháp mạnh chống tham nhũng, Tư bản nhóm lợi ích và sự hoang phí tiền thuế của dân bởi những người cầm quyền.

### Tháng đầu
Ngay ngày đầu khi nhậm chức, ông đã tới bộ tài chính để kiểm soát sự hiện diện của nhân viên. Ngày thứ ba, ông tuyên bố các nhân viên cao cấp của chính quyền, ngoại trừ giới lãnh đạo không được dùng tiền công đi sang nước ngoài. Số tiền này sẽ được dùng vào việc khác, chẳng hạn từ năm 2016, học sinh cấp 1 và cả cấp 2 đi học miễn phí. Ngày thứ tư, ông viếng thăm bệnh viện công lớn nhất nước. Khi thấy các máy đo siêu âm bị hư và bệnh nhân phải nằm ngoài hành lang, ông đã cho giám đốc và ban điều hành bệnh viện nghỉ việc. Ngày thứ 19, ông hủy bỏ ăn mừng ngày độc lập Tanzania. Số tiền này sẽ được dùng để chống bệnh dịch tả, mà trong các tháng vừa qua đã gây cái chết cho hàng chục người ở miền tây Tanzania. Thay vì ăn mừng, người Tanzania ở toàn quốc vào ngày đó nên tham dự dọn dẹp để giữ nơi cư trú và chỗ làm việc được sạch sẽ. Ngày thứ 22 thủ tướng của ông Majaliwa Kassim tới thăm hải cảng lớn nhất nước Daressalam. Khi không được giải thích, tiền thuế nhập cảng cho 350 thùng hàng, Magufuli đã xa thải giám đốc của bộ quan thuế quốc gia và năm cán bộ cao cấp.